# Nayabazar
Nayabazar (o Naya Bazar, o Nayagbazar) è una città dell'India di 996 abitanti, situata nel distretto del Sikkim Occidentale, nello stato federato del Sikkim. In base al numero di abitanti la città rientra nella classe VI (meno di 5.000 persone).

## Geografia fisica
La città è situata a 27° 7' 60 N e 88° 16' 0 E e ha un'altitudine di 375 m s.l.m..

## Società

### Evoluzione demografica
Al censimento del 2001 la popolazione di Nayabazar assommava a 996 persone, delle quali 537 maschi e 459 femmine. I bambini di età inferiore o uguale ai sei anni assommavano a 155, dei quali 70 maschi e 85 femmine. Infine, coloro che erano in grado di saper almeno leggere e scrivere erano 647, dei quali 396 maschi e 251 femmine.